# J・ウィリアムス (歌手)
ジョシュア・エリア・ウィリアムズ（英: Joshua Elia Williams、1986年9月3日 - ）は、ニュージーランドオークランド出身のR&B歌手及びヒップホップダンサーである。

## 来歴
1986年9月3日、ニュージーランドのオークランドにて、サモア系及びフィジー系の両親との間に生まれる。父による躾はジャクソン5一家を見習い、ゴスペルを始め、音楽や信仰に対して厳しいものであった。エミリー（en:Emily Williams）とラヴィーナ（en:Lavina Williams）という名で2人の姉がおり、ジョシュアの楽曲のクレジットに名を連ねる。共に隣国オーストラリアのオーディション番組「オーストラリアンアイドル」に参加した経験がある。
現在、ヒップホップユニット「プレステージ」（旧称「ディザイア」）のメンバーとしてダンサーとしての活動も続けている。ディザイア時代の2006年に、米国ロサンゼルスで行われた世界ヒップホップダンス選手権（en:World Hip Hop Dance Championships）にニュージーランド代表で出場し、準優勝をしている。プレステージ改称後、翌々年の同大会は4位にランクイン。

## ディスコグラフィ

### スタジオ・アルバム
- ヤング・ラヴ - Young Love（2009年7月13日  ニュージーランド）

#### 日本限定
- ヤング・ラヴ ～ジャパン・スペシャル・エディション～（2012年8月22日  日本）

### シングル
- ブロウ・ユア・マインド - Blow Your Mind（2008年）
- セット・イット・オフ - Set It Off（2008年）
- ゲットー・フラワー - Ghetto Flower（2009年）
- スタンド・ウィズ・ユー feat.ラヴィーナ・ウィリアムス - Stand With You（2009年）
- ユア・スタイル feat.エラカ - Your Style（2009年）
- ユー・ガット・ミー feat.スクライブ - You Got Me（2010年）
- テイクス・ミー・ハイアー - Takes Me Higher（2010年）
- ナイト・オブ・ユア・ライフ feat. K.ワン - Night of Your Life（2010年）
- ウォント・トゥ・ルール・ザ・ワールド feat. K.ワン - Want to Rule the World（2011年）
- ネバー・レット・ゴー - Never Let Go（2013年）

## 日本での活動
2012年8月22日にワーナーミュージック・ジャパンよりアルバム「ヤング・ラヴ ～ジャパン・スペシャル・エディション～」で日本デビュー。

### 日本公演
- 2012年
  - 8月30日 - STUDIO COAST（東京都江東区）
  - 8月31日 - ageHa（東京都江東区）
  - 9月3日 - CLUB CITTA'（神奈川県川崎市）